# Comuna de Olsztyn
Olsztyn (polaco: Gmina Olsztyn) é uma gminy (comuna) na Polónia, na voivodia de Silésia e no condado de Częstochowa. A sede do condado é a cidade de Olsztyn.
De acordo com os censos de 2004, a comuna tem 6934 habitantes, com uma densidade 63,7 hab/km².

## Área
Estende-se por uma área de 108,82 km², incluindo:
- área agricola: 48%
- área florestal: 44%

## Demografia
Dados de 30 de Junho 2004:
|                      | Total   | Total | Mulheres | Mulheres | Homens  | Homens |
| -------------------- | ------- | ----- | -------- | -------- | ------- | ------ |
|                      | pessoas | %     | pessoas  | %        | pessoas | %      |
| População            | 6934    | 100   | 3476     | 50,1     | 3458    | 49,9   |
| Densidade (pop./km²) | 63,7    | 100   | 31,9     | 31,9     | 31,8    | 31,8   |

De acordo com dados de 2002, o rendimento médio per capita ascendia a 1452,26 zł.

## Comunas vizinhas
- Częstochowa, Janów, Kamienica Polska, Mstów, Poczesna, Poraj, Żarki